# 계원예술고등학교
계원예술고등학교(桂園藝術高等學校)는 대한민국 경기도 성남시 분당구 정자동에 있는 사립 고등학교이다.

## 학교 연혁
- 1979년 4월 21일 : 학교법인 계원학원 설립인가, 설립자 겸 초대 이사장 전락원 선생 취임
- 1980년 1월 24일 : 계원예술고등학교 본인가
- 1980년 3월 18일 : 초대 교장 김원경 선생 취임
- 1980년 3월 20일 : 제1회 입학식 (미술과 2학급, 음악과 1학급, 무용과 1학급, 연극영화과 2학급)
- 1992년 6월 17일 : 예술계 특수목적고등학교 지정
- 1994년 3월 7일 : 새교사 신축(분당 이전)
- 1997년 8월 28일 : 미술실기동 3,4층 증축
- 1999년 3월 1일 : 자율학교 지정
- 2003년 2월 7일 : 벽강예술관 개관
- 2016년 9월 1일 : 제7대 교장 나상진 선생 취임
- 2017년 2월 28일 : 파라다이스관 개관
- 2022년 1월 1일 : 학교법인 계원학원 제10대 이사장 김명규 선생 취임
- 2023년 10월 11일 : 학교법인 계원학원 이사장 직무대행 최성욱 선생 선임
- 2024년 9월 1일 : 제8대 교장 박선종 선생 취임

## 설치 학과
- 무용과
- 음악과
- 미술과
- 연극영화과

## 참고 자료
- 계원예술고등학교 - 한국교육학술정보원 학교알리미